# Hazlehurst (Georgia)
Hazlehurst – miasto w Stanach Zjednoczonych, w stanie Georgia, siedziba administracyjna hrabstwa Jeff Davis.